# اگنس دین ابات
اگنس دین ابات (۲۳ ژوئن ۱۸۴۷ – ۱ ژانویه ۱۹۱۷) یک نقاش طبیعت‌های بی‌جان گل، مناظر و منظره‌های ساحلی اهل نیویورک بود. او دومین زنی بود که به عضویت انجمن آبرنگ آمریکا انتخاب شد.

## اوایل زندگی
اگنس دین ابات در ۲۳ ژوئن ۱۸۴۷ در شهر نیویورک از خانواده ویلیام دی و اگنس آلیس (دین) ابات به دنیا آمد. خانواده او در اواخر قرن ۱۸ انگلستان را ترک کردند و در پلیزنت والی، نیویورک، جایی که پدرش به دنیا آمد، ساکن شدند. مادر اگنس یک پروتستان فرانسوی (اوگنو) بود. مادربزرگ اگنس نیز یک هنرمند آماتور بود و همه نوه‌هایش را تشویق به مطالعه هنر می‌کرد، اما اگنس تنها نوه‌ای بود که هنر را به عنوان حرفه دنبال کرد.

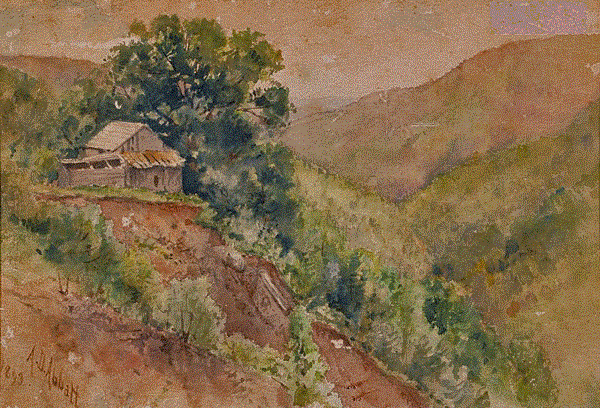
منظره دامنه تپه ۱۸۹۳

اگنس ابات در سال ۱۸۷۳ وارد کوپر یونیون شد و در اولین سال زندگی خود به خاطر نقاشی چهره آژاکس مدال گرفت. این موضوع منجر به پذیرش او در آکادمی ملی طراحی در نیویورک شد. در پایان سال اول زندگی هنری‌اش، اولین نقاشی تمام قد او برای نمایشگاهی انتخاب شد.

## حرفه
ابات نمی‌خواست یک نقاش چهره باشد برای همین پس از یک سال آکادمی را ترک کرد تا در رشته نقاشی منظره تحصیل کند. او زیر نظر هنرمندان منظره، جیمز دیوید اسمیلی و رابرت سواین گیفورد تحصیل کرد.

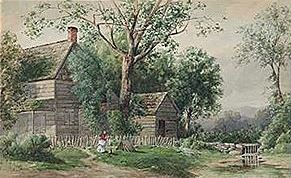
چشم‌انداز تپه آمریکایی